# 玛修·基列莱特
玛修·基列莱特也被称为「学妹」、「色情茄子」等，她是来自《Fate/Grand Order》的女性从者，迦勒底成员之一，是位被名为“加拉哈德”的从者附体融合后的亚从者，时常陪在御主（玩家）身边先后参加各种圣杯战争。玛修除了在游戏中登场外，也有在动画版《绝对魔兽战线巴比伦尼亚》、舞台剧《Fate/Grand Order THE STAGE》系列以及《Fate/Grand Order -神圣圆桌领域卡美洛-》等电影版中登场。
由武内崇设计的玛修是原本在Fate/Stay Night动画化时就已经设计好的角色，因此手机游戏FGO发行时被武内崇和奈须蘑菇选为主要角色之一。

## 概念与设计
玛修·基列莱特的角色设计是由武内崇担任。武内崇表示这个角色在游戏开发前就已经有概念和设计准备好，尤其是玛修手中的盾。型月编剧奈须蘑菇也表示当时Fate/Stay Night动画化时就已经计划一部原创剧情，而玛修是当时的创作角色，由于一些原因而没有让她正式出现在观众前。奈须蘑菇还表示玛修很适合担任FGO的角色，所以他们决定选择玛修担任女主。
盐川洋介和奈须蘑菇表示玛修的角色定位在某种意义上是主人公（藤丸立香）的分身，担任着代替藤丸立香观察这个世界的相机角色。因此，她在初次登场时是一个非常平淡的角色，但随着与藤丸立香进行人理修复之旅，她逐渐获得更多的人性。随着玛修的成长，游戏制作者也稍微意识到这种共鸣的感觉，希望玩家们能够更加喜欢《Fate/Grand Order》。
第二部玛修的新盾是由小山广和负责设计，小山广和被要求需要将盾设计成粗糙的样子，所以他尝试了几次。由于他的第一稿设计图设计得看起来太强大，所以被否决。

## 登场

### 游戏
玛修是一名在迦勒底诞生的试管婴儿，出生于公元2000年。初次登场时只有16岁，但据罗曼尼医生表示，她能够存活的年龄只有18岁，且与英灵融合并不能抑制其细胞衰老。因此，玛修随时都可能死亡（机体功能停止）。
由于生长在迦勒底，玛修从小就生活在无菌房中，因此无法到外面探索世界。然而，由于与英灵的融合，她的免疫力得到了提升，能够与藤丸立香一起前往特异点战斗。实际上，她本身是作为融合英灵的实验品而存在的，并成功地融合了英灵加拉哈德（被内部人员称为英灵二号，一号为所罗门，三号为莱昂纳多·达·芬奇）。后来，在序章已故的迦勒底前所长奥尔加玛丽·亚斯密雷特·阿尼姆斯菲亚和罗曼尼医生的帮助下，迦勒底的工作人员逐渐将她视为人类并成为一名迦勒底工作人员。
在第六章神圣圆桌领域卡美洛中，她的真名“加拉哈德”终于被藤丸立香知晓，是圆桌骑士中的一员，也是唯一获得圣杯的纯洁骑士。
在第一部“冠位时间神殿所罗门”的终局特异点中，她在保护藤丸立香免受最终Boss的攻击后完全消失并死亡。但是，一直与她一起旅行的芙芙为了换取玛修的复活而选择牺牲自己。当藤丸立香在崩溃的特异点中逃脱时，她及时抓住藤丸立香的手并拯救立香。
在1.5部“Epic of Remnant”开始时，通过魔法的复活，寿命变得像普通人一样，但副作用是魔术回路无法启动，因此她不能行使作为半从者的力量。
因此，在亚种特异点作战“残留的命令”中，通常不会进行灵子转移，而是与达·芬奇和后来加入迦勒底的福尔摩斯一起担任幕后操作员。
在第二部“Cosmos in the Lostbelt”中的序章/2017年12月31日，由于玛修自己的强烈愿望，她强行使用藤丸立香的令咒作为半从者复活，但她的能力减半，而消耗也非常大。虽然设法从被袭击的地方逃脱并从迦勒底中离开，但她被身边的人告诫不要过度使用能力，暂时作为主人公的当地支持者活动。
电子游戏《Fate/Grand Order》中的玛修是由种田梨沙负责配音，但种田梨沙因病需要治疗而暂时休业。不过种田梨沙在游戏中的其他角色如“清姬”、“玛塔·哈里”等没有影响，但这位名为“玛修”的角色在游戏中是主要角色，所以时常需要添加新的配音，因此官方决定更换玛修的声优，由高桥李依接替种田梨沙。

### 衍生作品
在动画版《绝对魔兽战线巴比伦尼亚》、电影版《Fate/Grand Order -神圣圆桌领域卡美洛-》、《終局特異点 冠位時間神殿所羅門》、《Fate/Grand Order -First Order-》等作为主要角色登场。《Fate/Grand Order THE STAGE》的「- 冠位時間神殿所羅門 -」以及其他舞台剧由七音茜璃扮演。

### 文化产品
玛修除了在手机游戏《Fate/Grand Order》外，还在《Fate/Grand Order VR》、《Melty Blood: Type Lumina》、《Fate/Grand Order Waltz》等游戏中也有登场。除此之外，还有各种官方制作的手办如泳装版玛修、战斗装、Q版等。

## 评价
玛修在游戏中被玩家选为最适合作为“妻子”的角色。同时在特殊职介中也具有很高的人气。

## 外部連結
- Mooncell （页面存档备份，存于）
- FGO官方网站 （页面存档备份，存于）（日語）
- FGO VR （页面存档备份，存于）